# Wim Willaert
Pour les articles homonymes, voir Willaert.
Wim Willaert, né à Nieuport (Belgique) le 19 mars 1967, est un acteur et musicien belge flamand.

## Biographie
Wim Willaert est diplômé du Studio Herman Teirlinck à Anvers en tant qu'acteur.

## Carrière
Wim Willaert est actif en tant que musicien, il joue notamment avec le groupe Flat Earth Society et est cofondateur, avec Wim Opbrouck, des Dolfijntjes (nl).
Il joue dans plusieurs films, dont 22 mei (nl) et Ex-drummer, tous deux réalisés par Koen Mortier (nl).
En 2004, il acquiert une certaine notoriété en France pour son rôle dans Quand la mer monte... aux côtés de Yolande Moreau, film qui remporte deux César.
Au Festival international du film d'Amiens en 2012, ainsi qu'aux Ensors 2013, il remporte le prix du meilleur acteur pour son interprétation de Rudy Vandekerckhove dans Offline.
En 2016, il remporte le Magritte du meilleur acteur pour le film francophone Je suis mort mais j'ai des amis.
En 2018, Wim Willaert joue dans la série franco-britannique Tunnel avec Clémence Poesy.

## Filmographie

### Cinéma

#### Longs métrages
- 2004 : Quand la mer monte... de Yolande Moreau et Gilles Porte : Dries
- 2010 : 22 mei (nl) de Koen Mortier (nl) : Wim
- 2011 : HH, Hitler à Hollywood de Frédéric Sojcher : Thomas
- 2012 : Offline de Peter Monsaert : Rudy Vandekerckhove
- 2013 : Marina de Stijn Coninx : le professeur de musique
- 2015 : Je suis mort mais j'ai des amis de Guillaume et Stéphane Malandrin : Wim
- 2015 : Cafard de Jan Bultheel : Jean Mordant
- 2016 : Marie et les Naufragés de Sébastien Betbeder : Wim
- 2016 : Le Ciel flamand de Peter Monsaert : Dirk
- 2016 : Polina d'Olias Barco : Anton
- 2016 : Menace sur la Maison Blanche (De Premier) d'Erik Van Looy : Luc
- 2017 : Cargo de Gilles Coulier : Francis Broucke
- 2017 : Grand Froid de Gérard Pautonnier : le patron du restaurant chinois
- 2019 : Ma famille et le loup d'Adrián García : Bulliard
- 2019 : Music Hole de Gaëtan Lekens et David Mutzenmacher : Francis
- 2021 : La Dernière Tentation des Belges de Jan Bucquoy : Jan
- 2022 : Entre la vie et la mort de Giordano Gederlini : un collègue de Léo
- 2022 : La Maison d'Anissa Bonnefont : le médecin
- 2023 : Les Poings serrés de Vivian Goffette : Freddy
- 2023 : Les Derniers Hommes de David Oelhoffen : Mathusalem
- 2024 : Une affaire de principe : Bart Stas
- 2024 : Un homme en fuite de Baptiste Debraux

#### Courts métrages
- 1993 : De smeerlappen de Frank Van Passel : Jacob
- 2006 : Fernsehturm de Alexander Van Waes
- 2006 : Zonder jou de Jeannice Adriaansens et Roeland Vandebriel : Cederic
- 2007 : La difunta Correa de Nicolas Cambois et Sébastien Gardet
- 2008 : We Are So Happy de Wannes Destoop : Claude
- 2010 : Ijsland de Gilles Coulier
- 2010 : The Extraordinary Life of Rocky de Kevin Meul : Willy De Vlaeminck
- 2011 : Dura Lex de Anke Blondé : Inspecteur Van Essche
- 2012 : Nigredo de Michael Van Ostade : Bruno
- 2013 : Mont Blanc de Gilles Coulier
- 2013 : Zinneke de Rémi Allier
- 2013 : Welkom de Pablo Munoz Gomez
- 2013 : Het lijden van de jonge Wagner de Thomas Huyghe : la voix
- 2013 : Lilith de Maxim Stollenwerk : Hans
- 2013 : Solo Rex de François Bierry : Erik
- 2014 : Wien for life de Alidor Dolfing : Pierre
- 2016 : L'Œil silencieux de Karim Ouelhaj : Bernard

### Télévision

#### Séries télévisées
- 1993 : Moeder, waarom leven wij? : Raf
- 1997 : Kuiderzipken : Kok
- 1999 : Recht op recht : Un homme politique
- 2000 : Nicolas d'Erik Lamens : Bert
- 2003 : Team Spirit - de serie : Le guide
- 2009 : Flikken : Jurgen
- 2010 : Zone stad : Jan Verbist
- 2011 : Red Sonja : Ivo
- 2012 : Zone stad : Joris Denoo
- 2012 : Aspe : Ralph Schepens
- 2012 : Wolven : Avocat Weckx
- 2013 : Zingaburia : Baby Bakboord
- 2013 : De Ridder : Frederik Hesters
- 2013 : Eigen Kweek : Frank Welvaert
- 2014 : Marsman : Mario Reuters
- 2015 : Bevergem : Danny
- 2018 : Tunnel : Jacques Moreau
- 2018 : HP : The king
- 2024 : Le Remplaçant : Gardien de camping

#### Téléfilms
- 2004 : Witse d'André Chandelle : Danny De Rooy
- 2008 : Les Poissons marteaux d'André Chandelle
- 2019 : Une vie après de Jean-Marc Brondolo : Jan
- 2021 : Le Bruit des trousseaux de Philippe Claudel : Rico le SDF

## Distinctions
- 2004 : Festival international du film francophone de Namur : Bayard d'or du meilleur comédien[1] pour Quand la mer monte...
- 2012 : Festival international du film d'Amiens : prix du meilleur acteur pour Offline
- 2013 : Ensor du meilleur acteur pour Offline
- 2016 : Magritte du meilleur acteur pour Je suis mort mais j'ai des amis

### Nominations
- 2015 : Magritte de la meilleure musique originale pour Henri